# 浅間神社 (幸手市北)
浅間神社（せんげんじんじゃ）は、埼玉県幸手市北2丁目4-28（旧地名：大字幸手字荒宿浅間町）に所在する神社である。

## 概要
この浅間神社は木花咲夜姫命（木花開耶姫）を祭神とし、創建は明らかではないが1859年（安政6年）6月に再建されており、1873年（明治6年）4月に村社に指定されている。別説では1862年（文久2年）に幸手宿の豪商である長島屋により創建されたとも伝えられており、1876年（明治9年）に再建されたともある。境内地面積は180坪～200坪となっており、祭礼は6月30日・7月12日・12月12日とされている。また当神社は安産守護神として知られ、6月30日・7月1日の両日には「初山」という神事が催されている。「初山」とは子供の健康を願う神事であり、その年に生まれた乳児を参詣させ、額に神社印を押してもらい、ネギ・うちわ・痰切飴を購入するというものである。ネギは「節のない子に育つように」、うちわは「子供が無事に夏を過ごせるように」、痰切飴は「富士山の本社を訪れる際、のどが楽なように」という願いが込められている。この神事では幸手市内からのみではなく、近隣からも参拝者が来る。同様の神事は隣接自治体である久喜市の御嶽神社においても行われているが、久喜市から当浅間神社に参詣に来ることもある。
境内社として稲荷神社・三峯神社・小御嶽石尊大權現（御嶽神社）、大宝神社が祀られている。境内施設として、本殿（社殿）、鳥居（「浅間宮」の神額）、阿形と吽形の狛犬一対、灯籠（複数）、案内板、手水舎、境内社（稲荷神社に鳥居あり、小御嶽石尊大權現に鳥居・手水舎あり、大宝神社に鳥居あり）、「武藏國武州幸手宿　浅間神社」と彫られた標柱、「水神宮」と彫られた石碑、青面金剛像（複数）、「觀世音菩薩」と彫られた石碑、「猿田彦大神」と彫られた石碑、「社務所新築記念碑」と彫られた石碑、「道路工事記念碑」と彫られた石碑、「浅間神社再建碑」と彫られた石碑、「庚申塔」と彫られた石碑、水道、力石、電燈、欅の木、イチョウの切り株などである。